# Национальный музей Республики Адыгея
Национальный музей Республики Адыгея (НМРА) — российский музей в городе Майкоп, Адыгея. Имеет филиал — Литературный музей имени Т. Керашева.

## История музея
Создан в 1926 году как Адыгский историко-этнографический музей в городе Краснодаре по инициативе Общества изучения Адыгейской автономной области. Основателем, первым директором и единственным сотрудником до 1935 года был Ибрагим Асланбекович Наврузов.
Адыгейский музей долгое время не имел постоянного адреса. В 1936 году столица Адыгейской автономной области была перенесена в Майкоп, после чего в 1938 году музей (тогда называвшийся Адыгейский областной краеведческий музей) переехал в новый административный центр. В его состав вошел Майкопский районный музей природы, созданный в 1909 году.
В 1937 году Наврузов был уволен с поста директора, в следующем году арестован по «адыгейскому делу» — одному из эпизодов сталинских репрессий против вымышленных «буржуазно-националистических организаций» — и в 1943 году умер в лагере. Коллекции, собранные Наврузовым, оставались невостребованными и были уничтожены во время оккупации региона войсками нацистской Германии, происходившей в августе 1942 — январе 1943 годов. В мае 1950 году музей расположился в новом здании по ул. Первомайской, которое в 1954 году приняло первых посетителей.
В 1988—2007 годах директором музея являлся адыгский активист Альмир Нухович Абрегов (в 1989—1990 годах — заместитель, в 1991—1994 годах — председатель Совета общественно-политического движения «Адыгэ Хасэ» Республики Адыгея). Благодаря его деятельности в начале 1990-х годов музей выступал одним из центров адыгского национального движения. Абрегов подталкивал власти республики, прагматично занимавшие более умеренные позиции, к более решительной защите адыгских национальных интересов. Среди прочего, музей провёл выставку, посвящённую политическим репрессиям, вызвавшую возражения со стороны представителей властей, но продолжавшую свою работу. После ухода Абрегова руководство музея столь активную роль в политической жизни республики не играло.
23 марта 1993 года постановлением правительства Адыгеи музей был преобразован в Национальный музей Республики Адыгея, при этом музей переместился в специально построенное здание. В 2001 году в нём была открыта первая этнографическая
экспозиция «Культура и быт адыгов в конце XVIII — начале XIX вв.», включавшая два зала. В мае 2005 года был создана стационарная экспозиция «Адыгея в годы Великой Отечественной войны 1941—1945 гг.».
К 15-летию образования Республики Адыгея (5 октября 2006 года) состоялось открытие экспозиционного зала археологии Национального музея РА «Эпоха ранней бронзы на территории Республики Адыгея». В рамках данного события по инициативе Министерства культуры Республики Адыгея из Государственного музея антропологии и этнографии им. Петра Великого (Кунсткамера) РАН в Национальный музей Республики Адыгея был транспортирован фрагмент плиты с пиктографической надписью, найденный в XII—XIII веках при раскопках на Майкопском кургане.
В 2011 году при активном сотрудничестве с органами власти, промышленными предприятиями и общественными организациями в музее была организована выставка «20 лет Республике Адыгея», отражавшая достижения и перспективы республики развития в политической и социально-экономической сфере, в области образования, медицины и культуры. Отдельные выставки посвящены выдающимся деятелям культуры республики — Р. Шеожевой, К. Тлецуруку и др. Музейные средства также используются в реализации программы адаптации адыгов-репатриантов.
В 2014 году музей совместно с отделом этнографии филиала музея истории города-курорта Сочи в поселке Лазаревском открыл в Олимпийском парке выставочный проект «Традиционная культура адыгов». Выставка была направлена на формирование представлений об эволюции картины мира и особенностей ментальности адыгского народа, характере экономических и культурных отношений внутри этноса и с другими народами.

## Выставочные площади и коллекции
На сегодняшний день в фондах Национального музея хранятся коллекции одежды, музыкальных инструментов, фарфора, драгоценных камней, монет и т. д., скульптура, графика, изобразительное искусство XX—XXI веков, декоративно-прикладное искусство и искусство стран Востока, естественнонаучные, историко-бытовые и этнографические коллекции и многое другое.
Является единственным музеем в России, в котором существует сектор адыгской диаспоры, который занимается изучением жизни адыгов (черкесов), проживающих за рубежом, собрано около 1500 ед. хранения по истории адыгов, проживающих за рубежом.
Площади музея: экспозиционно-выставочная — 2130 м², временных выставок — 150 м², фондохранилищ — 750 м², парковая — 1,5 га. Всего экспонатов — 294 932, из них 211 741 предметов основного фонда. Количество сотрудников: 80, из них 47 научных. Музей участвует в акции «Ночь музеев».

## Директора
- 1926[1]—1937[3]: Ибрагим Асланбекович Наврузов
- 1988—2007: Альмир Нухович Абрегов[4]
- 2008[7]—н. в.: Фатима Кадырбечевна Джигунова

## Издания музея
- Сборник материалов, научных статей Национального музея Республики Адыгея. Вып. I / ред. коллегия: Гаража Н. А., Джигунова Ф. К., Шовгенова Н. З. — Майкоп: Издатель А. А. Григоренко, 2010. — 152 с.
- Каталог «Выставка изобразительного искусства профессиональных художников и мастеров декоративно-прикладного искусства „Мир Адыгов“». — Майкоп, 2004.